# Omma brevipes
Omma brevipes is een keversoort uit de familie Ommatidae. De wetenschappelijke naam van de soort is voor het eerst geldig gepubliceerd in 1886 door Deichmueller.